# Кубок Футбольної ліги 2013—2014
Кубок Футбольної ліги 2012–2013 — 54-й розіграш Кубка Футбольної ліги. Турнір також відомий як Кубок Capital One, в честь головного спонсора турніру, американської банківської холдингової компанії Capital One. Змагання проводиться за системою «плей-оф» серед 92 найкращих клубів Англії та Уельсу.

## Перший раунд
Жеребкування першого раунду відбулось 17 червня 2013 року.
| Дата          | Господарі                | Рахунок        | Гості                   |
| ------------- | ------------------------ | -------------- | ----------------------- |
| 5 серпня 2013 | Престон Норт-Енд         | 1:0            | Блекпул                 |
| 6 серпня 2013 | Бері                     | 3:2            | Кру Александра          |
| 6 серпня 2013 | Шрусбері Таун            | 1:3            | Болтон Вондерерз        |
| 6 серпня 2013 | Мідлсбро                 | 1:2            | Аккрінгтон Стенлі       |
| 6 серпня 2013 | Донкастер Роверз         | 1:0            | Рочдейл                 |
| 6 серпня 2013 | Барнслі                  | 0:0 (пен. 5:4) | Сканторп Юнайтед        |
| 6 серпня 2013 | Транмер Роверз           | 2:0            | Мансфілд Таун           |
| 6 серпня 2013 | Йорк Сіті                | 0:4            | Бернлі                  |
| 6 серпня 2013 | Шеффілд Юнайтед          | 1:2            | Бертон Альбіон          |
| 6 серпня 2013 | Олдем Атлетік            | 0:1            | Дербі Каунті            |
| 6 серпня 2013 | Моркем                   | 1:0            | Вулвергемптон Вондерерз |
| 6 серпня 2013 | Ноттінгем Форест         | 3:1            | Гартлпул Юнайтед        |
| 6 серпня 2013 | Порт Вейл                | 1:2            | Волсолл                 |
| 6 серпня 2013 | Гаддерсфілд Таун         | 2:1            | Бредфорд Сіті           |
| 6 серпня 2013 | Джиллінгем               | 0:2            | Брістоль Сіті           |
| 6 серпня 2013 | Борнмут                  | 1:0            | Портсмут                |
| 6 серпня 2013 | Вікем Вондерерз          | 1:2            | Лестер Сіті             |
| 6 серпня 2013 | Брентфорд                | 3:2            | Дагенем енд Редбрідж    |
| 6 серпня 2013 | Ексетер Сіті             | 0:2            | Квінз Парк Рейнджерс    |
| 6 серпня 2013 | Чарльтон Атлетік         | 4:0            | Оксфорд Юнайтед         |
| 6 серпня 2013 | Саутенд Юнайтед          | 0:1            | Йовіл Таун              |
| 6 серпня 2013 | Міллволл                 | 2:1            | Вімблдон                |
| 6 серпня 2013 | Свіндон Таун             | 1:0            | Торкі Юнайтед           |
| 6 серпня 2013 | Бірмінгем Сіті           | 3:2 (д.ч.)     | Плімут Аргайл           |
| 6 серпня 2013 | Стівенідж                | 2:0            | Іпсвіч Таун             |
| 6 серпня 2013 | Челтнем Таун             | 4:3 (д.ч.)     | Кроулі Таун             |
| 6 серпня 2013 | Брістоль Роверз          | 1:3            | Вотфорд                 |
| 6 серпня 2013 | Нортгемптон Таун         | 1:2            | Мілтон Кінз Донз        |
| 6 серпня 2013 | Лейтон Орієнт            | 3:2            | Ковентрі Сіті           |
| 6 серпня 2013 | Колчестер Юнайтед        | 1:5            | Пітерборо Юнайтед       |
| 6 серпня 2013 | Брайтон енд Гоув Альбіон | 1:3 (д.ч.)     | Ньюпорт Каунті          |
| 6 серпня 2013 | Ротергем Юнайтед         | 2:1            | Шеффілд Венсдей         |
| 7 серпня 2013 | Ноттс Каунті             | 3:2            | Флітвуд Таун            |
| 7 серпня 2013 | Лідс Юнайтед             | 2:1            | Честерфілд              |
| 7 серпня 2013 | Карлайл Юнайтед          | 3:3 (пен. 4:3) | Блекберн Роверз         |

## Другий раунд
Жеребкування відбулось 8 серпня 2013 року. На цій стадії у боротьбу вступили всі клуби Прем'єр-ліги, які не беруть участь у єврокубках поточного сезону, а також «Редінг», одна з двох найкращих команд, що понизились за підсумками минулого сезону. «Віган Атлетік», друга з цих двох команд, завдяки перемозі в кубку Англії кваліфікувалась до Ліги Європи, тому ввійде до турніру одразу з третього раунду.
| Дата           | Господарі            | Рахунок        | Гості            |
| -------------- | -------------------- | -------------- | ---------------- |
| 27 серпня 2013 | Карлайл Юнайтед      | 2:5            | Лестер Сіті      |
| 27 серпня 2013 | Донкастер Роверз     | 1:3            | Лідс Юнайтед     |
| 27 серпня 2013 | Сандерленд           | 4:2            | Мілтон Кінз Донз |
| 27 серпня 2013 | Вест-Бромвіч Альбіон | 3:0            | Ньюпорт Каунті   |
| 27 серпня 2013 | Брістоль Сіті        | 2:1            | Крістал Пелес    |
| 27 серпня 2013 | Пітерборо Юнайтед    | 6:0            | Редінг           |
| 27 серпня 2013 | Барнслі              | 1:5            | Саутгемптон      |
| 27 серпня 2013 | Бертон Альбіон       | 2:2 (пен. 4:5) | Фулгем           |
| 27 серпня 2013 | Бернлі               | 2:0            | Престон Норт-Енд |
| 27 серпня 2013 | Ліверпуль            | 4:2 (д.ч.)     | Ноттс Каунті     |
| 27 серпня 2013 | Норвіч Сіті          | 6:3            | Бері             |
| 27 серпня 2013 | Лейтон Орієнт        | 0:1 (д.ч.)     | Галл Сіті        |
| 27 серпня 2013 | Гаддерсфілд Таун     | 3:2            | Чарльтон Атлетік |
| 27 серпня 2013 | Транмер Роверз       | 1:1 (пен. 4:2) | Болтон Вондерерз |
| 27 серпня 2013 | Квінз Парк Рейнджерс | 0:2            | Свіндон Таун     |
| 27 серпня 2013 | Дербі Каунті         | 5:0            | Брентфорд        |
| 27 серпня 2013 | Йовіл Таун           | 3:3 (пен. 2:3) | Бірмінгем Сіті   |
| 27 серпня 2013 | Вест Гем Юнайтед     | 2:1            | Челтнем Таун     |
| 28 серпня 2013 | Ноттінгем Форест     | 2:1 (д.ч.)     | Міллволл         |
| 28 серпня 2013 | Евертон              | 2:1 (д.ч.)     | Стівенідж        |
| 28 серпня 2013 | Сток Сіті            | 3:1            | Волсолл          |
| 28 серпня 2013 | Астон Вілла          | 3:0            | Ротергем Юнайтед |
| 28 серпня 2013 | Моркем               | 0:2            | Ньюкасл Юнайтед  |
| 28 серпня 2013 | Вотфорд              | 2:0            | Борнмут          |
| 28 серпня 2013 | Аккрінгтон Стенлі    | 0:2            | Кардіфф Сіті     |

## Третій раунд
Жеребкування відбулось 28 серпня 2013 року. До команд, що перемогли у другому раунді, приєднались ті, які виступають у єврокубках: «Свонсі Сіті», «Манчестер Юнайтед», «Манчестер Сіті», «Челсі», «Арсенал», «Тоттенгем Готспур» і «Віган Атлетік».
| Дата            | Господарі            | Рахунок        | Гості             |
| --------------- | -------------------- | -------------- | ----------------- |
| 24 вересня 2013 | Сандерленд           | 2:0            | Пітерборо Юнайтед |
| 24 вересня 2013 | Вест Гем Юнайтед     | 3:2            | Кардіфф Сіті      |
| 24 вересня 2013 | Манчестер Сіті       | 5:0            | Віган Атлетік     |
| 24 вересня 2013 | Бернлі               | 2:1            | Ноттінгем Форест  |
| 24 вересня 2013 | Саутгемптон          | 2:0            | Брістоль Сіті     |
| 24 вересня 2013 | Свіндон Таун         | 0:2            | Челсі             |
| 24 вересня 2013 | Вотфорд              | 2:3 (дч)       | Норвіч Сіті       |
| 24 вересня 2013 | Астон Вілла          | 0:4            | Тоттенгем Готспур |
| 24 вересня 2013 | Галл Сіті            | 1:0            | Гаддерсфілд Таун  |
| 24 вересня 2013 | Лестер Сіті          | 2:1            | Дербі Каунті      |
| 24 вересня 2013 | Фулгем               | 2:1            | Евертон           |
| 25 вересня 2013 | Манчестер Юнайтед    | 1:0            | Ліверпуль         |
| 25 вересня 2013 | Ньюкасл Юнайтед      | 2:0            | Лідс Юнайтед      |
| 25 вересня 2013 | Вест-Бромвіч Альбіон | 1:1 (пен. 3:4) | Арсенал           |
| 25 вересня 2013 | Транмер Роверз       | 0:2            | Сток Сіті         |
| 25 вересня 2013 | Бірмінгем Сіті       | 3:1            | Свонсі Сіті       |

## Четвертий раунд
«Бернлі», «Бірмінгем Сіті» та «Лестер Сіті» — єдині команди етапу, що не виступають у Прем'єр-лізі — усі представники Чемпіоншипу.
| Дата             | Господарі         | Рахунок        | Гості            |
| ---------------- | ----------------- | -------------- | ---------------- |
| 29 жовтня 2013   | Лестер Сіті       | 4:3            | Фулгем           |
| 29 жовтня 2013   | Бірмінгем Сіті    | 4:4 (пен. 2:4) | Сток Сіті        |
| 29 жовтня 2013   | Манчестер Юнайтед | 4:0            | Норвіч Сіті      |
| 29 жовтня 2013   | Бернлі            | 0:2            | Вест Гем Юнайтед |
| 29 жовтня 2013   | Арсенал           | 0:2            | Челсі            |
| 30 жовтня 2013   | Тоттенгем Готспур | 2:2 (пен. 8:7) | Галл Сіті        |
| 30 жовтня 2013   | Ньюкасл Юнайтед   | 0:2 (дч)       | Манчестер Сіті   |
| 6 листопада 2013 | Сандерленд        | 2:1            | Саутгемптон      |

## Чвертьфінали
| Дата           | Господарі         | Рахунок  | Гості             |
| -------------- | ----------------- | -------- | ----------------- |
| 17 грудня 2013 | Лестер Сіті       | 1:3      | Манчестер Сіті    |
| 17 грудня 2013 | Сандерленд        | 2:1 (дч) | Челсі             |
| 18 грудня 2013 | Сток Сіті         | 0:2      | Манчестер Юнайтед |
| 18 грудня 2013 | Тоттенгем Готспур | 1:2      | Вест Гем Юнайтед  |

## Півфінали

### Перші матчі
| 7 січня 2014 19:45 GMT |

| Сандерленд                         | 2 – 1           | Манчестер Юнайтед |
| ---------------------------------- | --------------- | ----------------- |
| Гіггз 45+2' (аг) Боріні 65' (пен.) | Протокол(англ.) | Видич 52'         |

| Стадіон Світла, Сандерленд Глядачів: 31 547 |

| 8 січня 2014 19:45 GMT |

| Манчестер Сіті                                | 6 – 0           | Вест Гем Юнайтед |
| --------------------------------------------- | --------------- | ---------------- |
| Негредо 12', 26', 49' Туре 41' Джеко 61', 89' | Протокол(англ.) |                  |

| Етіхад Стедіум, Манчестер |

### Другі матчі
| 21 січня 2014 19:45 GMT |

| Вест Гем Юнайтед | 0 – 3           | Манчестер Сіті             |
| ---------------- | --------------- | -------------------------- |
|                  | Протокол(англ.) | Негредо 3', 59' Агуеро 24' |

| Болейн Граунд, Лондон Глядачів: 14 390 Арбітр: Кріс Фой |

| 22 січня 2014 19:45 GMT |

| Манчестер Юнайтед       | 2 – 1 (дч) (пен. 1 – 2) | Сандерленд   |
| ----------------------- | ----------------------- | ------------ |
| Еванс 37' Чичаріто 120' | Протокол(англ.)         | Бардслі 119' |

| Олд Траффорд, Манчестер |

|                                               |       | Пенальті                                     |  |
| Велбек · Д. Флетчер · Янузай · Джонс · Рафаел | 1 – 2 | Гарднер · С. Флетчер · Алонсо · Кі · Джонсон |  |

## Фінал
| 2 березня 2014 14:00 GMT |

| Манчестер Сіті               | 3 – 1            | Сандерленд |
| ---------------------------- | ---------------- | ---------- |
| Туре 55' Насрі 56' Навас 90' | Протокол (англ.) | Боріні 10' |

| Вемблі, Лондон Глядачів: 84 697 Арбітр: Мартін Аткінсон |